# Ак-калпак

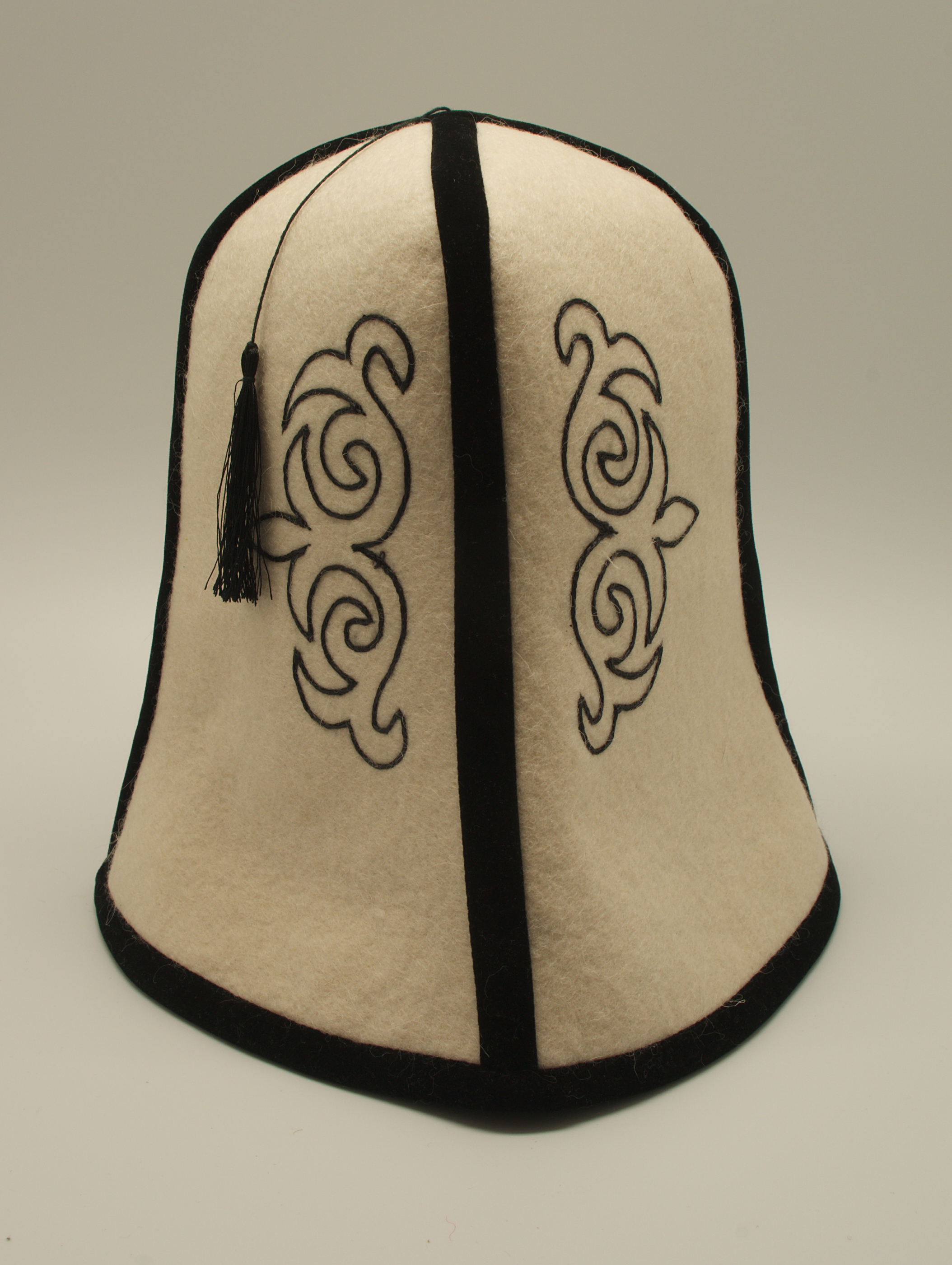

Ак-калпак — это мужской национальный головной убор кыргызов. Название происходит от тюркских слов «ак» (белый) и «калпак» (обозначающих любую форму шляпы). Он представляет собой удлиненную шапку, сшитую из четырёх кусков белого шерстяного войлока. Стороны ак-калпака символизируют четыре стихии: воздух, воду, огонь и землю.. Существует более 80 вариантов этого головного убора. В 2019 году ЮНЕСКО внес ак-калпак в список нематериального культурного наследия человечества. Особенности кроя, высоты, узора и отделки колпака указывает на возраст и социальное положение носителя. Ежегодно 5 марта в Кыргызстане отмечают День ак-калпака. Неофициально его начали праздновать в 2011 году.